# عذوبة (الطيال)

تعديل مصدري - تعديل

عذوبة هي إحدى قرى عزلة قروى الطيال بمديرية الطيال التابعة لمحافظة صنعاء، بلغ تعداد سكانها 1158 نسمة حسب تعداد اليمن لعام 2004.